# خانژاروو
خانژاروو (به لاتین: Khanzharovo) یک منطقهٔ مسکونی در روسیه است که در باشقیرستان واقع شده‌است.